# Psiconauta
Um psiconauta — ψυχοναύτης — (do Grego antigo ψυχή psychē ["alma", "espírito" ou "mente"] e ναύτης naútēs["marinheiro" ou "navegador"] - "um marinheiro da alma/mente/espírito") é uma pessoa que usa os estados alterados de consciência, intencionalmente induzidos, para investigar a própria psique e a dos outros, a fim de encontrar respostas para questões pessoais, humanas e universais através de suas próprias experiências. Psiconautas são pluralistas e buscam explorar de forma profunda e empirica, as tradições místicas oriundas das variadas religiões e doutrinas, buscando extrair o que está por trás de cada uma delas. São especializados em meditação, sonho lúcido, projeção da consciência e  tecnologias como brainwave entrainment e privação sensorial.
Porque as técnicas que alteram a consciência podem ser perigosas, psiconautas geralmente preferem trabalhar suas experimentações sozinhos ou com uma pessoa de confiança. Sendo assim, eles têm aversão ao uso de estados alterados em meios sociais ou festas. Eles tomam esse tipo de uso como irresponsável e perigoso.[carece de fontes?]
O objetivo de tais práticas pode ser responder questões sobre como a mente trabalha, melhorar um estado psicológico, responder questões existenciais ou espirituais, ou melhorar o desempenho cognitivo do dia a dia.

## O termo "psiconauta"
Enquanto alguns psiconautas se abstêm de drogas psicoativas e desencorajam seus usos, outros encorajam, e o termo psiconauta é frequentemente mal-interpretado como implicando em uso de drogas frequente. A maioria dos psiconautas argumenta que o uso de consciência alterada é diferente do uso social ou recreacional, e seus usos podem ter ou não um significado religioso ou espiritual para eles.
De acordo com Jonathan Ott, a palavra "psiconauta" foi originalmente usada pelo autor alemão Ernst Jünger.  Neste ensaio, Jünger traça muitos paralelos entre a experiência com drogas e a exploração física - por exemplo, o perigo de encontrar "barreiras" ocultas.
Dentre os psiconautas mais conhecidos, estão Robert A. Monroe (Monroe Institute), Edgar Cayce e o próprio Francisco C. Xavier.

## Definição e Uso
Psiconauta é um termo moderno usado para descrever uma pessoa que usa tecnologias ou mais especificamente substancias alternadoras da mente, mais pelas suas características enteógenas que seus efeitos inebriantes ou sociais.
Com efeito, eles são utilizados como um meio para atingir estados da mente em que diferentes percepções, sem impedimentos dos filtros e processos do cotidiano mental, podem surgir. Psiconautas acreditam que quando uma substância alteradora da mente é usada com esse intento, seus efeitos podem ser a alteração da vida e não meramente alucinações. Uma descrição alternativa é que enquanto alguns aspectos da experiência pode ser alucinatória, as realizações causadas por essas alucinações, o impacto da experiência a longo prazo são reais, geralmente positivo e duradouro.
O termo é usualmente associado com práticas neo-xamanismo; entretanto, vários distinguem entre a exploração mental do psiconauta, e a prática autêntica do xamanismo orientada à cura

## Conceitos Associados, tecnologias e práticas

### Conceitos

#### Arquétipos míticos e conceitos
Psiconautas, como descrito no Livro Tibetano dos Mortos, colocam ênfase em vários arquétipos míticos e conceitos, acreditando que estes são úteis para que venha a compreender o próprio padrão de pensamento e a natureza da existência, refletindo realidades e significados que devem ser entendidos, em vez de ser uma irrelevante fantasia. Como em práticas xamânicas, a Árvore do mundo (axis mundi) é frequentemente utilizada, muitas vezes superposta com chakras e outros conceitos relevantes de função corporal (física); a Kabbalista Árvore da Vida e seu chakra Sephiroth é um exemplo notável da presente na mitologia. A natureza do karma é frequentemente explorada na tentativa de compreender a própria situação, ações, e relação com o mundo exterior do usuário.

### Tecnologias e práticas

#### Alucinógenos/enteógenos
A tecnologia e prática mais frequentemente associada com psiconautas é o uso de drogas psicodélicas para exploração mental.
O método de uso é muito variável; o uso é frequentemente (mas não sempre) enteogênico e acompanhado pela uso tradicional xamânico e rituais em torno dessa utilização. Psiconautas apresentam muito cuidado com o que usam, pesquisando as substâncias quanto suas propriedades tóxicas, efeitos, tolerância, etc.
Alguns psicodélicos e dissociativo comumente utilizados pelos psiconautas:
- Psilocibina como Psilocybe cubensis e Psilocybe cyanescens, também conhecidos como Cogumelos mágicos
- Psychoactive Cacti como o Peiote e San Pedro, os quais contém mescalina
- Salvia Divinorum, que contém salvinorin A
- Ayahuasca e outras que contém DMT
- Argyreia nervosa (Hawaiian Baby Woodrose) e Ipomoea violacea (Morning Glory) que contém LSA
- LSD
- Cannabis frequentemente utilizada individualmente, combinada com alucinógenos para ampliar e estender a experiência.

Menos comum:
- Amanita muscaria
- Ibogaine
- Cetamina ou ketamina (cloridrato de cetamina)
- 2C-I
- 2C-B
- Foxy (5-Methoxy-diisopropyltryptamine)
- Kratom
- DXM

Embora evitado pelos psiconautas mais modernos, certas espécies da família Solanaceae têm sido utilizados para fins psicoativos em toda história humana. O mais comum deles é o  Datura stramonium, que é classificado como um delirante, não como um psicodélico ou enteógeno. Datura e outras espécies de Solanaceae raramente são utilizadas por psiconautas porque o controle e a lucidez são perdidos num estado de delírio, e a experiência é muitas vezes não lembrada, além de que muitas dessas espécies são extremamente perigosas (Com delirantes como Datura, prejuízos e até mesmo a morte são bastante comuns), como o objetivo é a expansão de consciência e o aprendizado o uso dessas plantas é evitado.
Do mesmo modo, psiconautas frequentemente preferem consumir Salvia através do método "quid", em vez de induzir uma intensa e curta viagem fumando extratos.

#### Sonhos
Como sonhos são considerados pelos psiconautas uma janela para os processos do pensamentos, muitos mantém diários de sonhos para melhor lembrar e consequentemente entender seus próprios diálogos internos simbólicos. Muitos tentam, não só lembrar os seus sonhos, mas envolver-se em sonhos lúcidos, em que a pessoa enquanto dorme fica consciente do seu estado de "sonhador".

#### Meditação
Certos tipos de meditação, como as praticadas em religiões orientais. Esta pode variar entre Zen-tipo de meditação onde o usuário se concentra em sua respiração ou um koan, ou repetindo / focando um mantra, como é feito em algumas formas de Raja Yoga. Meditação Transcendental também é praticado por alguns psiconautas.

#### Ritual
Ritual é frequentemente usado para fins de aterramento e a centralização do eu, para definir o foco e intenções do usuário, e inculcar uma concepção do significado e profundidade da prática psiconautica. O uso repetido de rituais pode também treinar o cérebro para associar certas atividades e estados de consciência com situações específicas, criar experiências mais profundas e permitir o usuário a mais facilmente entrar em estados alterados de consciência.

#### Outros
Outras tecnologias e práticas empregadas incluem:
- Privação de sono (não recomendado, pode resultar em psicoses e outros problemas à saúde)
- Privação sensorial (recomendado)
- Sobrecarga sensorial
- Jejum
- Brain wave entrainment (usado para induzir diferentes frequências de ondas cerebrais e alterar modos de percepção)
- Glossolalia (Utilizado em uma tentativa de ir além do pensamento verbal/analítico)
- Sonho lúcido
- Hipnose
- Máquinas cerebrais
- Máquinas de sonho
- Projeção astral
- Raja yoga
- Meditação transcendental

## Controvérsia
A prática psiconáutica, especialmente quando envolve o uso de drogas psicodélicas, é considerado por alguns como arriscada, indesejável e perigosa. Muitas doenças mentais (por exemplo, esquizofrenia, autismo, narcolepsia, desordem de défice de atenção, mania), são conhecidos por resultar de estados alterados de consciência e de padrões de pensamento, e o aumento intencional da flexibilidade do cérebro é considerado por alguns como aumentar o risco de doença mental. O uso a longo prazo de drogas psicodélicas pode induzir desordem permanente de percepção alucinógena, e certas práticas meditativas podem causar uma condição similar conhecido como síndrome de kundalini. No entanto, tal como terapias de consciência alterada têm-se mostrado eficaz para a melhoria da saúde geral das pessoas, a execução controlada e informada de práticas psiconáuticas é geralmente considerada segura.
Psiconautas tendem a ser libertários na ideologia social, com um firme compromisso com a responsabilidade individual. Portanto, eles tendem a ser anti-risco, em comparação a outras categorias de consumidores de drogas recreativas, colocando um elevado valor sobre o conceito de set and setting. Em geral, eles evitam as mais perigosas e viciantes droga (por exemplo, álcool, cocaína, metanfetamina, heroína), por serem brutas, tóxicas, e desprovida de valor educacional.
O objetivo da meditação e as práticas psicodélicas é liberar e expandir a consciência; o abuso de drogas é claramente contrário a esse objectivo. Além disso, psiconautas são muitas vezes mais propensos a usar drogas com tradições xamânicas estabelecidas, pois elas têm mais evidencias de segurança.

## Lista de psiconautas
Cientistas, filósofos e escritores:
- Albert Hofmann
- Alex Grey
- Alexander Shulgin
- Ann Shulgin
- Aldous Huxley
- Alan Watts
- Allen Ginsberg
- Bruce Eisner
- Carlos Castaneda
- Claude Rifat
- Daniel Pinchbeck
- Ernst Jünger
- Jack Kerouac
- Jim Morrison
- José Arguelles
- Michael Hoffman
- Pietro Ubaldi
- William S. Burroughs
- Ken Kesey
- Robert Anton Wilson
- Rupert Sheldrake
- Stanislav Grof
- Terence McKenna
- Timothy Leary
- William James